# 佐野海舟
佐野海舟（日语：／ Sano Kaishu */?，2000年12月30日—），日本職業足球員，司職中场。現時效力德国足球甲级联赛球會美因茨，日本國家足球隊成員。
弟弟佐野航大也是一名职业球员，现效力于荷甲球队NEC奈梅亨。

## 生涯

### 成为职业球员之前
在效力FCヴィパルテ后进入了米子北高等学校学习。从高一开始就成为了正式队员，连续三年参加全国高等学校総合体育大会サッカー競技大会和全国高等学校足球锦标赛。

### 町田泽维亚
2019年佐野海舟加盟了町田澤維亞。5月5日、在J2第12轮对战水戶蜀葵的比赛中以替补球员的身份首次出场。2020年9月6日、在J2第17轮对阵FC琉球的比赛中打入了职业生涯首球。

### 鹿岛鹿角
2023年，佐野海舟正式转会至鹿岛鹿角。正式加入后，佐野海舟很快就成为了球队的主力，整个赛季中一共出场了27次。赛季结束之后，德甲球队雲達不萊梅邀请佐野海舟加入，但是他最终决定留在鹿岛。
2024年佐野海舟继续为鹿岛鹿角效力，在7月之前共出场了20场比赛。

### 美因茨
2024年7月3日，德甲球队美因茨宣布签下日本国脚佐野海舟，双方签约4年。。

### 国家队
2023年11月13日，佐野海舟正式入选日本国家队大名单参加2026年國際足協世界盃外圍賽 – 亞洲區第二圈的比赛、顶替受伤的伊藤敦樹。这是佐野海舟首次入选日本国家队（包括各级梯队）。11月16日在对阵缅甸的比赛中首次代表国家队出场。
2024年1月1日，入选2023年亞足聯亞洲盃日本队的大名单。

## 所属俱乐部
- FCヴィパルテU-12（津山市立鶴山小学校）
- FCヴィパルテU-15（津山市立中道中学校）
- 米子北高等学校
- 2019年 - 2022年  町田澤維亞
- 2023年 - 2024年7月  鹿岛鹿角
- 2024年7月 -   美因茨

## 荣誉
個人
- JPFA奖 J1联赛 最佳十一人：2023年

## 代表歴

### 出场比赛
- 国家队首次出场- 2023年11月16日 2026年國際足協世界盃外圍賽 – 亞洲區第二圈 对阵缅甸（市立吹田足球场）
- 日本代表
  - 2023年 - 2026年國際足協世界盃外圍賽 – 亞洲區第二圈
  - 2024年 - 2023年亞足聯亞洲盃

### 比赛数
- 日本 4出场 0进球（2023年 - ）

### 出場
| No. | 比赛日         | 举办地 | 球场           | 对阵球队   | 結果  | 主教练 | 比赛                                      |
| --- | -------------- | ------ | -------------- | ---------- | ----- | ------ | ----------------------------------------- |
| 1.  | 2023年11月16日 | 吹田   | 市立吹田足球场 | 緬甸       | ○5-0  | 森保一 | 2026年國際足協世界盃外圍賽 – 亞洲區第二圈 |
| 2.  | 2024年1月1日   | 新宿   | 国立竞技场     | 泰國       | ○5-0  | 森保一 | TOYO TIRES CUP 2024                       |
| 3.  | 2024年1月14日  | 多哈   | 图玛玛体育场   | 越南       | 〇4-2 | 森保一 | 2023年亞足聯亞洲盃                        |
| 4.  | 2024年1月24日  | 多哈   | 图玛玛体育场   | 印度尼西亞 | ○3-1  | 森保一 | 2023年亞足聯亞洲盃                        |

### 出典
1. ↑  . ゲキサカ. 2021-10-13  [2021-12-11].
2. ↑  伊藤亮. . ゲキサカ. 2018-12-31  [2019-03-24].
3. ↑   (新闻稿). 町田澤維亞. 2019-01-05  [2019-03-24].
4. ↑  . ゲキサカ.   [2019年5月6日].
5. ↑  . ゲキサカ.   [2021年8月17日].
6. ↑   (新闻稿). 鹿島アントラーズ. 2022-12-21  [2022-12-21]. （原始内容存档于2022-12-24）.
7. ↑  . スポーツ報知. 2024-01-20  [2024-06-30] （日语）.
8. ↑  Shota. . Football Tribe Japan. 2024-01-28  [2024-06-30] （日语）.
9. ↑  . 1. FSV Mainz 05.   [2024-07-03] （德语）.
10. ↑  . スポーツ報知. 2023-11-13  [2023-11-13] （日语）.
11. ↑  . 鹿島アントラーズ オフィシャルサイト | KASHIMA ANTLERS.   [2023-11-13] （日语）.
12. ↑  . 日刊スポーツ. 2023-11-16  [2023-11-17].